# أنجيليكا كاتالاني
أنجيليكا كاتالاني (بالإنجليزية: Angelica Catalani) هي مغنية أوبيرا إيطالية ولدت في يوم 10 مايو 1780 في بلدة سينيغاليا في إيطاليا، بدأت الغناء وهي صغيرة وجلبت أنظار الناس وهي بعمر ال16، غنت بجانب لويجي ماركيزي وجيرولامو كريستشينتيني وإليزابيتا غافوريني، وقد غنت أمام شخصيات كبيرة في ذلك العصر مثل نابليون بونابرت. توفيت في يوم 12 يونيو 1849.